# 자기 앞의 생
《자기 앞의 생》(이탈리아어: La vita davanti a sé)은 2020년에 공개한 이탈리아의 영화이다.

## 캐스팅

### 주연
- 소피아 로렌 : 마담 로사 역
- 이브라히마 게예 : 모모 역
- 레나토 카펜티에리

### 조연
- 아브릴 자모라 : 롤라 역
- 바바크 카미리
- 마씨밀라노 로씨